# Екологічні наслідки російського вторгнення в Україну (з 2022)
Російське вторгнення в Україну призвело до серйозних екологічних наслідків для Донецької, Луганської, Запорізької, Херсонської, Київської, Чернігівської та Сумської областей. Зокрема, це забруднення атмосферного повітря, ґрунтів і водойм, підтоплення територій, виведення з ладу значних масивів ріллі, знищення і пошкодження об'єктів природно-заповідного фонду, виникнення лісових пожеж (в тому числі в зоні відчуження ЧАЕС) та радіаційних небезпек, тощо.

## Забруднення довкілля
Внаслідок бойових дій березня 2022 року (переважно 10—18.03) повністю знищена вся мережа великих об'єктів металургії та хімічної промисловості, що зосереджувались на сході України. Серед безлічі промислових підприємств, пошкоджених у результаті бойових дій, виявилися найбільш екологічно небезпечні виробництва — "Азовсталь", Авдіївский коксохімічний завод, Лисичанський нафтопереробний завод, "Сумихімпром" та інші. Саме ці підприємства традиційно становили найбільшу небезпеку для довкілля в Україні і формували навколо своєї дислокації одне з найзабрудненіших навколишніх середовищ в Україні. На підприємстві “Азовсталь” ще до його руйнування вдалося зупинити процеси так, щоб пошкоджені цехи не створювали загрози для довкілля (19.03). З 24.02 керівництво підприємства почало розробляти програму екологічно безпечного припинення роботи. Зупинили коксові печі, знизили температуру, залили рідким склом, аби не дати змоги процесу коксування йти далі та завадити максимально інтенсивному виділенню коксового газу. 

### Обстріли небезпечних об'єктів із подальшим вивільненням забрудників
Одними з перших постраждали нафтобази (саме вони в різних регіонах стали найпоширенішою категорією об'єктів техногенної небезпеки, що піддавались цілеспрямованим обстрілам). Всього постраждало не менше 60 нафтобаз та інших сховищ паливно-мастильних матеріалів у 23 областях. Щоб оцінити масштаб і безпрецедентність цих подій, слід згадати, що 2015 року вже була пожежа на нафтобазі БРСМ неподалік Василькова, яку експерти оцінили як другу за масштабом екологічну катастрофу в Україні (після аварії на ЧАЕС). Подія отримала назву “Васильківська трагедія”.
Другою групою цілеспрямованих обстрілів стали склади легкозаймистих речовин (лаки, фарби) та великі будівельні супермаркети мережі “Епіцентр”. Потужна пожежа охопила 17.03 найбільший ринок Європи — Барабашово (м. Харків). Пожежа була настільки потужна, що перекинулася на кілька сусідніх з ринком багатоквартирних будинків.
З інших об'єктів, що стали джерелом забруднення атмосфери внаслідок обстрілів, стали зруйнований газопровід у Харкові, що спричинило потужний вибух та ударну хвилю, яка пошкодила будівлі в житлових районах міста (27.02), у м. Світлодарську, де масштабна пожежа тривала кілька годин (10.03). Того ж дня авіація РФ завдала удару по газовій магістралі Донецьк–Маріуполь, де стався вибух і пожежа; по газопроводу на підприємстві Авдіївський коксохім (13.03), 23.03 — по газопроводу в м.Тростянці. Загалом, інформації про пошкодження газопроводів у відкритому доступі вкрай мало, хоча й відомо, що станом на 5 березня 2022 року внаслідок обстрілу зафіксовано влучання снарядів у мережу газотранспортної системи України у Харківській, Миколаївській, Запорізькій, Київській, Донецькій, Луганських областях України.
21.03 у м. Суми на підприємстві “Сумихімпром” ракети влучили у цистерни з аміаком, утворивши зону ураження радіусом до 2,5 км, що можна зіставити з реальним використанням хімічної зброї. Також 5 і 9 квітня у м. Рубіжне росіяни підірвали цистерну з азотною кислотою.
4 квітня у Кременецькому районі на Тернопільщині силами ППО була збита крилата ракета. Її уламки пошкодили 6 резервуарів з органічними добривами, внаслідок чого відбувся витік хімікатів, основною складовою яких є аміак. Вже через декілька годин вдалося ліквідувати витік. Відбулося також забруднення води у річці Іква, що призвело до масової загибелі риби.

### Склади боєприпасів
Російські війська атакували склади боєприпасів на території України, намагаючись виснажити українські запаси озброєнь. Такі вибухи та подальше розповсюдження залишків боєприпасів можуть створювати також гострі та хронічні ризики для здоров'я людей і для довкілля внаслідок вивільнення токсичних компонентів боєприпасів. У перші дні вторгнення російські війська свідомо обстріляли щонайменше склади боєприпасів на захід від Паланки (27.08), біля Балаклії (26.08) та в Чугуєві (1.03).

### Прямі забруднення під час бойових дій
Вибухи боєприпасів, руйнування і згоряння військової техніки разом із пальним та боєкомплектами є джерелом значного забруднення атмосфери та ґрунтів. Неодноразово збиті літаки та гелікоптери падали у водойми і навіть у море, крім того, були знищені і декілька суден, в тому числі великий десантний корабель “Саратов”, на борту якого було до 1000 т пального і боєприпасів.
Як повідомили у WWF-Україна, болота, природні водойми та заболочені території зупинили десятки танків та важкої техніки окупантів. Так, підрозділ із 60 танками росіян на Чернігівщині загруз у болоті. Окупанти витратили кілька днів, щоб вибратися з болота, а декілька танків окупантам таки довелося покинути. У Сумській області місцеві мешканці перекрили дорогу перед танками окупантів, поваливши дерева. Вороги вирішили поїхати в обхід і втопили в болоті два танки. Через тиждень їм на допомогу приїхали ще два танки, які також загрузли в багнюці. Застряглі в болоті танки окупанти покинули під Харковом, на Донеччині, під Києвом. За приблизними підрахунками, 10—25 % усієї техніки противника були сповільнені або заблоковані водоймами.
З 24 лютого 2022 до січня 2024 року, за інформацією Міндовкілля України, зафіксовано майже 3,6 тисячі російських злочинів проти довкілля. Сума збитків — 2,2 трильйони гривень. Через постійні обстріли утворилося понад 750 тисяч тонн відходів руйнації, якими забруднено 30 мільйонів гектар території.

### Забруднення моря
З початку вторгнення російські війська також атакували українські порти, а також судна під різними прапорами в Чорному морі. Так, на схід від Одеси були вражені два кораблі, що перевозили паливо та хімікати (Millennial Spirit і Namura Queen), що спричинило локальний розлив та загоряння пального у морі.

### Знищення лісу
NGL.media оприлюднив докази екоциду і карту втрачених лісів — росіяни знищили понад 60 тис. гектарів українських лісів вартістю більше 14 млрд грн. за прямими збитками, тобто лише вартість деревини.

### Забруднення джерел водопостачання
Бомбардування міст і селищ, ймовірно, призвели до десятків поломок трубопроводів і непрацюючих насосних станцій, через що сотні тисяч людей залишилися без доступу до безпечної води. Пошкоджені очисні споруди КП «Сєвєродонецькводоканал», КП «Лисичанськводоканал», КП «Рубіжанське ВУВКГ», КП «Попаснянський водоканал», КП «Облводоканал» (м. Чернігів). Через це неочищені стічні води із Сєвєродонецька, Лисичанська, Рубіжного, Попасної та частини Запоріжжя забруднюють поверхневі води.

### Мінування і розмінування території
Під час бойових дій у містах а також після звільнення північної частини країни від окупаційних військ проводилось масове знешкодження нерозірваних боєприпасів. В різних випадках такими виявлялись навіть 500-кілограмові авіабомби. Важливо підкреслити, що вплив вибухів на довкілля не залежить від мети їх використання (бойові дії, навчання, утилізація).Тому шкода для довкілля під час знешкодження нерозірваних боєприпасів ніяк не менша ніж під час реальних бойових дій.

## Природоохоронні території

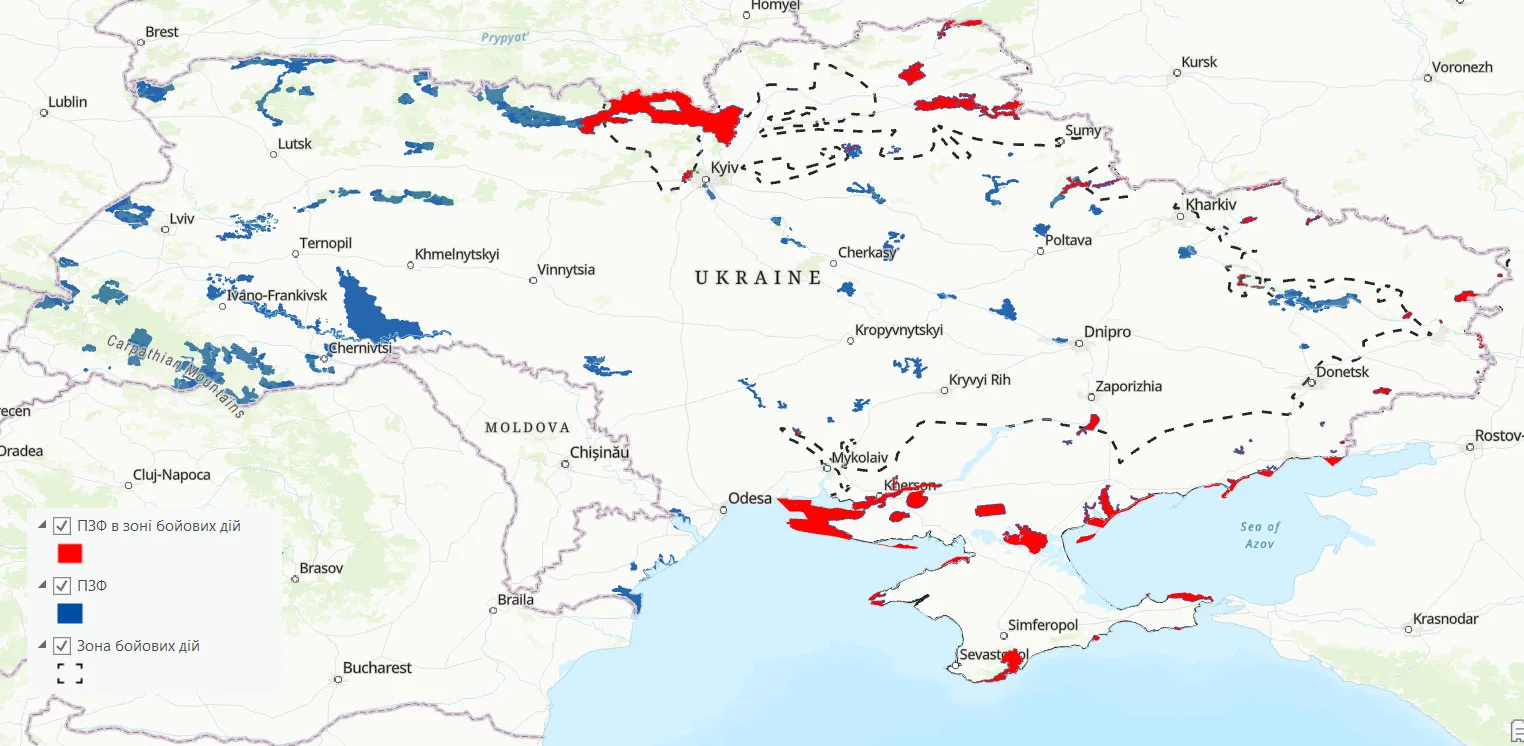
Території природно-заповідного фонду, що потрапили до окупації

За попередніми підрахунками, станом на 1 березня 2022 року загалом в зону військової окупації та бойових дій потрапили території 900 об’єктів природно-заповідного фонду (ПЗФ) площею 12406,6 кв.км (1,24 млн га), що становить близько третини площі природно-заповідного фонду України. Під загрозою знищення знаходяться близько 200 територій Смарагдової мережі площею 2,9 млн га. Українська природоохоронна група повідомила, що військова окупація охопила 44% найцінніших природоохоронних територій України.
У зону окупації та військових дій потрапили біосферні заповідники: Асканія-Нова, Чорноморський; природні заповідники: Український степовий, Михайлівська цілина, Луганський, Єланецький степ; національні природні парки: Джарилгацький, Олешківські піски, Кам'янська Січ, Приазовський, Двурічанський, Святі гори, Азово-Сиваський, Меотида, Деснянсько-Старогутський, Мезинський, Гетьманський, Залісся; а також зоопарки: Миколаївський, Бердянський, Харківський, Маріупольський, Фельдман Екопарк, Беремицьке, Київський, 12 місяців, Межигірря, Менський.
Найпоширенішими проблемами для окупованих ПЗФ стали втрата контролю над дотриманням режиму установ ПЗФ; пошкодження території технікою, будівництвом окопів, фортифікацій і вирвами від вибухів; неможливість закупити корми для тварин (зоопарки, Асканія-Нова); розлякування тварин, що утримуються (зоопарки); неможливість доглядати за тваринами (зоопарки, реабілітаційні центри); руйнування загонів для тварин; замінування території ПЗФ;ситуація гуманітарної кризи серед працівників ПЗФ (неможливість купувати їжу, врата  електроенергії, опалення; повна відірваність від ресурсів та можливості покинути територію; неможливість використовувати українську валюту, пограбування, обстріли і  ризик бути викраденими або розстріляними як чиновник або активіст); сплеск браконьєрства в зонах гуманітарної кризи; Захоплення, пограбування або знищення офісів установ ПЗФ.

## Пожежі на природних територіях

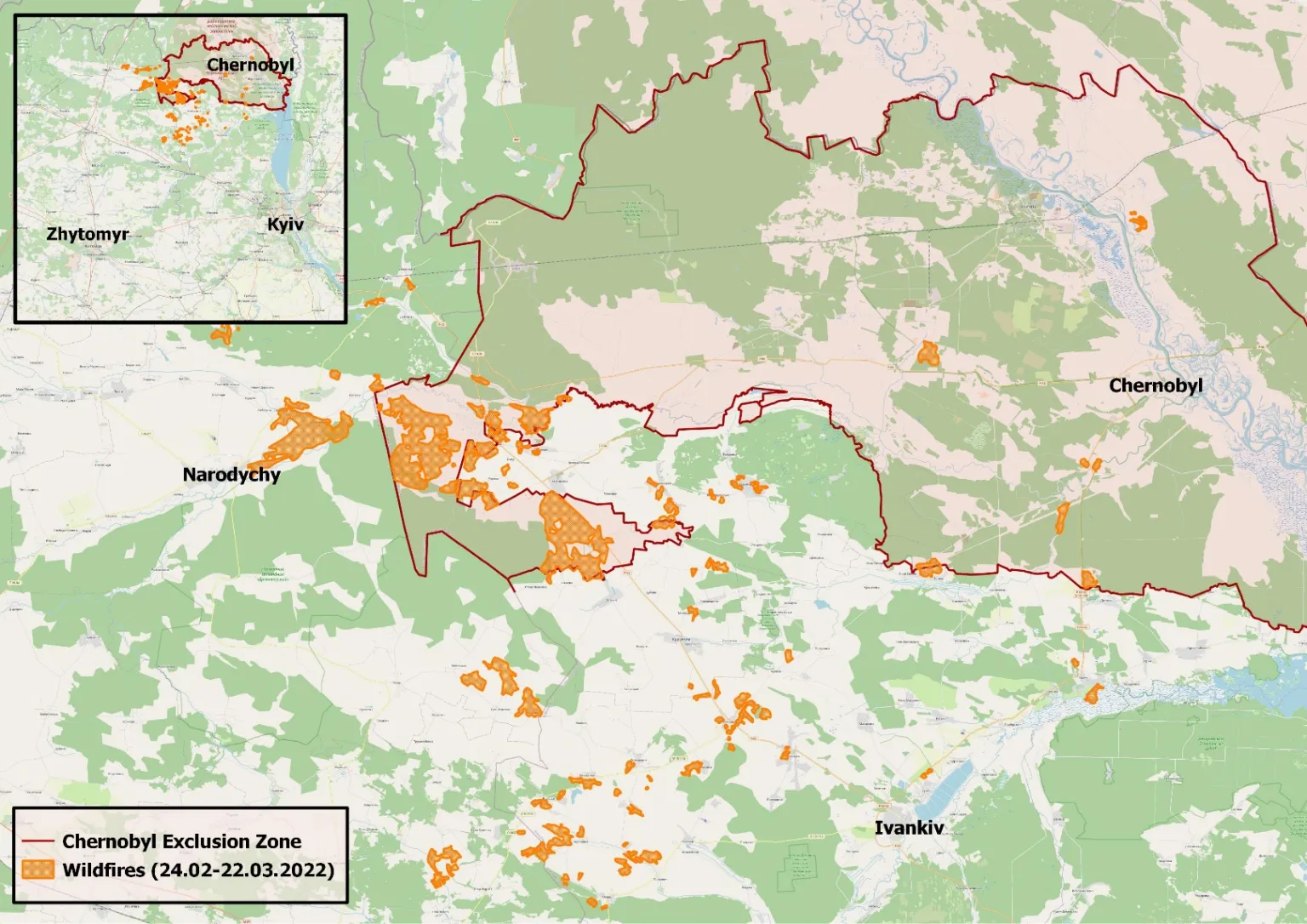
Пожежі в лісах навколо ЧАЕС

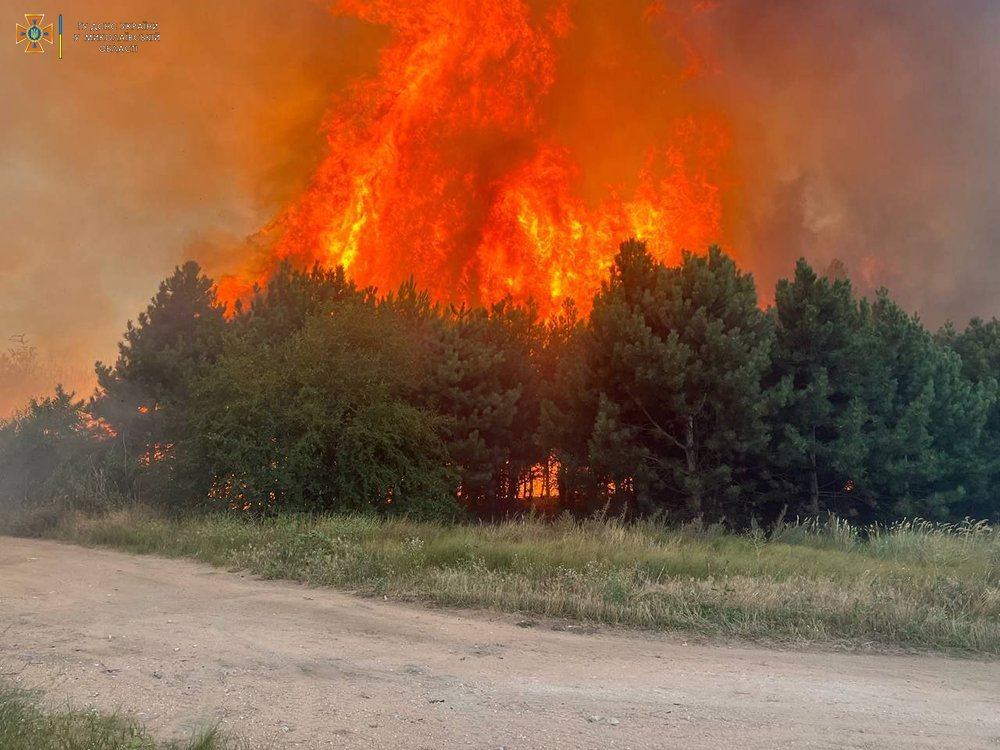
Ліс у Миколаївській області після російського обстрілу 9 серпня 2022

Починаючи з 12.03 розпочались активні спроби створення масштабної пожежі у зоні відчуження ЧАЕС. Такі дії проводились шляхом цілеспрямованих обстрілів реактивною артилерію. Після невдалих погодних умов в перші дні диверсійних спроб обстріли поновлювались у наступні дні. Внаслідок боїв навколо міст Гостомель, Буча, Ірпінь та Бородянка також загоралась велика кількість ділянок лісів. В результаті пожежі відбулись у західній частині Чорнобильської зони. Загальна площа території, що горить або була нещодавно пройдена вогнем, – понад 7600 га. Переважно це ліси або перелоги. Ще понад 6400 гектарів лісів горить біля населених пунктів Народичі та Радча, дещо західніше Чорнобильської зони.
У травні 2022 року військові дії призвели до масштабних пожеж на території національного природного парку «Святі гори», регіонального ландшафтного парку «Ізюмська лука» і Чорноморського біосферного заповідника.
Частково загоряння відбувались через використання фосфорних бомб, що мають запалювальний ефект. Замість вибуху в місці падіння боєприпасу, такі бомби запалюють територію та пропалюють більшість природних і техногенних матеріалів. Такі бомби застосовувались військами РФ на Донеччині, Луганщині та західних околицях Києва.

## Значні перетворення ландшафтів
Відомо один приклад фундаментального перетворення природних ландшафтів, викликаного прямими діями російських військ проти України. 26 лютого 2022 року в районі с. Козаровичі російські війська зруйнували греблю, що відділяла р.Ірпінь від Київського водосховища. За півтора місяці вода з водосховища затопила заплаву Ірпеня аж до с. Горенки, а це більш ніж 20 кілометрів вверх за течією. 

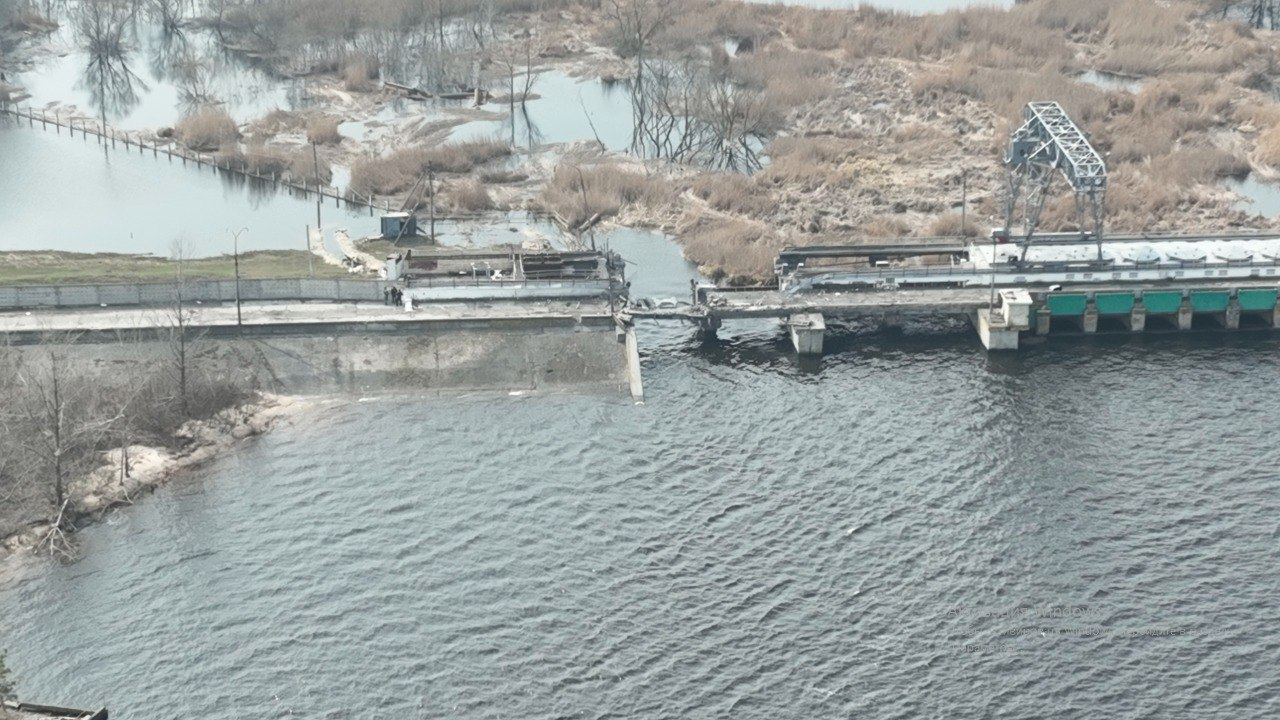
Зруйнована дамба
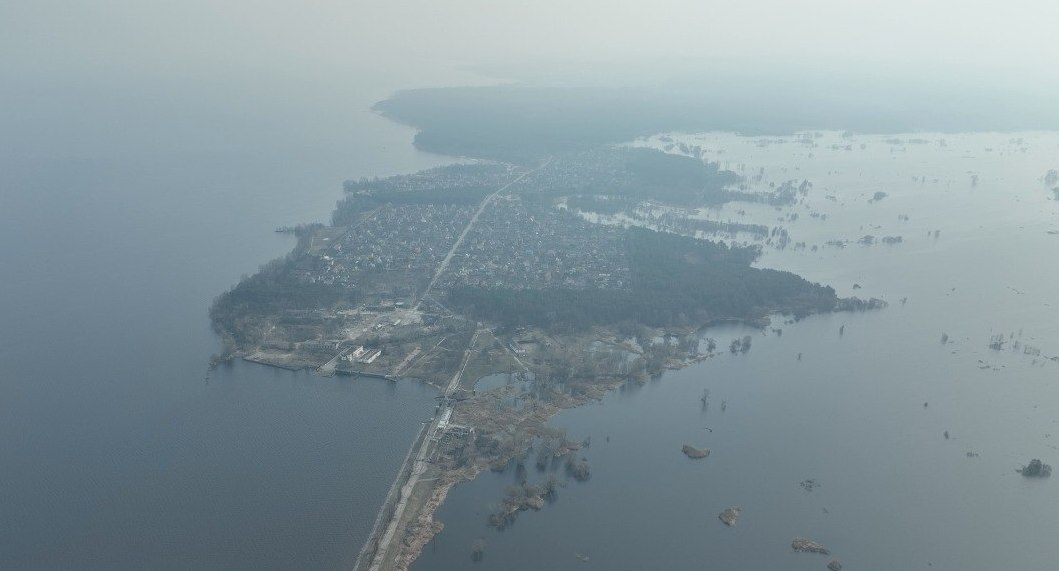
Затоплене с.Демидів
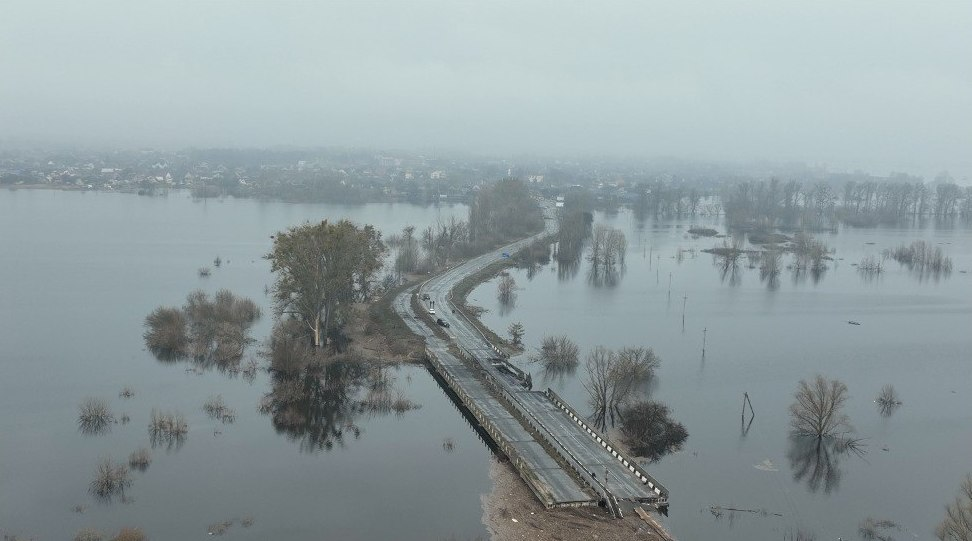
Наслідки руйнування дамби на р.Ірпінь